# Tsurugaoka Hachiman-gū

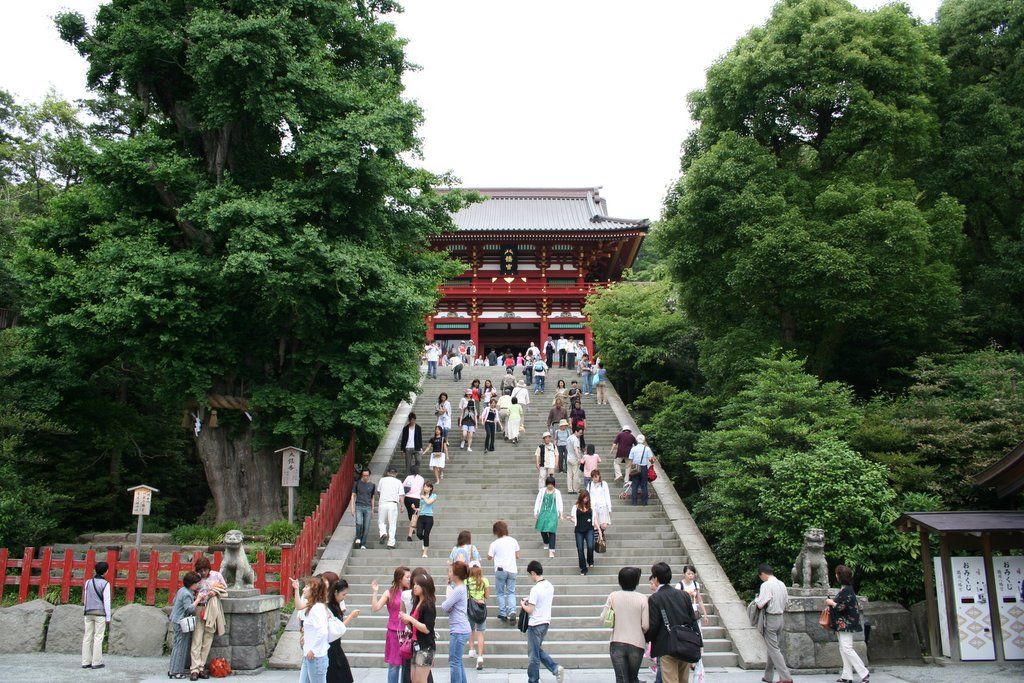
Le sanctuaire central en haut des marches.

Tsurugaoka Hachiman-gū (鶴岡八幡宮) est le sanctuaire shinto le plus important de Kamakura au Japon.

## Historique
Il fut construit en 1063 près de Yuigahama, et dédié à Hachiman Daimyōjin, déification de l'empereur Ojin.
Minamoto no Yoritomo, le fondateur du shogunat Kamakura, choisit cette ville en 1191 et fit de Hachiman le dieu de la guerre, son protecteur. Tsurugaoka Hachiman-gū était ainsi l'un des piliers spirituels de la société des samouraïs du shogunat, mais il n’était pas un centre d’activités politiques. Le gouvernement siégeait dans la résidence d'Ôkura, derrière le sanctuaire, et était ainsi appelé shogunat d'Ōkura.
On raconte que plusieurs centaines de guerriers du clan se sont suicidés dans ce temple à la suite d'une défaite sévère lors des guerres contre le clan Taira, qui allait aboutir à l'instauration du shogunat.
Au pied à gauche de l'escalier qui mène au temple, se trouve un ginkgo biloba de très large section, célèbre parce qu'il aurait servi de cachette à Kugyo Minamoto lors de l'assassinat de son oncle, le troisième shogun Sanetomo Minamoto, le 13 février 1219, jour du Nouvel An. Selon les sources, l'arbre actuel serait celui d'origine ou un nouvel arbre replanté plus récemment au même emplacement.